# Neil Kinnock
Neil Kinnock, Barone Kinnock (Tredegar, 28 marzo 1942), è un politico britannico, esponente di spicco del Partito Laburista.

## Biografia
Laureatosi in relazioni industriali e storia presso l'Università di Cardiff e diplomatosi in scienze dell'educazione, Kinnock è sposato ed è padre di due figli. Terminati gli studi, inizia a lavorare come ricercatore presso la Workers' Educational Association. Nel 1970 viene eletto per la prima volta alla Camera dei Comuni prima per il collegio di Bedwellty e poi per quello di Islwyn e rimane membro del parlamento britannico fino al 1995, occupandosi soprattutto di politica industriale ed integrazione europea: dal 1978 al 1994 ha fatto parte del comitato esecutivo nazionale del Partito Laburista, del quale è stato presidente nel 1988; è stato membro del Governo ombra laburista, del Privy Councl (Consiglio privato) della regina e del Consiglio consultivo della BBC.
È stato segretario del Partito Laburista e vice-presidente dell'Internazionale Socialista dal 1983 al 1992; diede le dimissioni dall'incarico dopo la cocente sconfitta alle Elezioni generali nel Regno Unito del 1992. È entrato a far parte della Commissione europea nel 1995 ed è rimasto in carica per due consiliature: è stato membro della Commissione Santer, con delega ai Trasporti, e vice-presidente della Commissione Prodi (1999-2005), responsabile della riforma amministrativa. Il 31 gennaio 2005 la regina Elisabetta II lo ha creato Barone Kinnock di Bedwellty, nella contea di Gwent, e lo ha nominato membro della Camera dei lord. Kinnock è suocero dell'ex primo ministro danese Helle Thorning-Schmidt, sposata con Stephen Kinnock, politico britannico e direttore del Forum economico mondiale di Ginevra.